# Denis de Sallo
Denis de Sallo, noto anche con lo pseudonimo di Sieur de Hédouville (Sainte-Hermine, 17 marzo 1626 – Parigi, 14 maggio 1669), è stato un avvocato, giornalista e scrittore francese,  fondatore del Journal des savants.